# اسکنبیل زیبا
اسکنبیل زیبا (نام علمی: Calligonum amoenum) نام یک گونه از سرده اسکنبیل است.